# Technologie sur la ligne de but

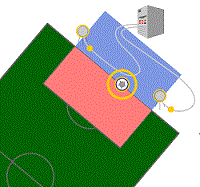
Présentation de la technologie GLT sur la ligne de but Cairos GLT avec une puce dans le ballon.

En football, la technologie sur la ligne de but (en anglais : goal-line technology ou goal decision system) est un dispositif électronique et/ou vidéo d'assistance à l'arbitrage, utilisé pour déterminer de façon certaine si un ballon a franchi entièrement ou non la ligne de but.

## Historique
Ce système est mis en œuvre par la FIFA à la suite de plusieurs polémiques d'arbitrage sur des « buts fantômes », notamment lors de la Coupe du monde de football de 2010 (but non accordé aux Anglais face aux Allemands en huitièmes de finale) et de l'Euro 2012. L'International Football Association Board (IFAB) approuve finalement l'adoption de la « Technologie sur la ligne de but » le 5 juillet 2012. Plusieurs solutions techniques existent, faisant appel à plusieurs caméras autour du terrain, à une puce dans le ballon, etc.. En avril 2013, la FIFA choisit la technologie développée par GoalControl contre celle de trois autres concurrents : Cairos GLT System (qui dispose d'une puce dans le ballon), GoalRef et Hawk-Eye. Ce dernier, dont la technologie est utilisée dans des compétitions sportives d'autres sports comme le tennis, a été choisi par le championnat d'Angleterre de football, qui l'a testé durant la saison 2013-2014.
La FIFA a mis en œuvre la technologie sur la ligne de but lors des coupes du monde des clubs en 2012 et en 2013 , et de la Coupe des confédérations 2013 au Brésil mais aucun cas litigieux n'étant survenu, il n'était intervenu dans aucune validation de but. 
Le système est pour la première fois utilisé à grande échelle lors de la Coupe du monde de football de 2014 au Brésil. Les douze stades ont ainsi été chacun équipés de 14 caméras à haute vitesse (7 par but). 
Le premier but validé avec l'assistance de ce système est marqué lors du match opposant la France et le Honduras où une frappe de Karim Benzema ayant heurté le poteau revient sur le gardien qui la dévie un court instant dans son propre but avant de la faire ressortir.
Le premier but en Ligue des champions est validé avec la Goal-Line technology lors du match FC Barcelone - Paris Saint-Germain en 2017.

## Utilisation en compétition
- Coupe du monde de football 2018
- Championnat d'Europe de football 2016
- Coupes du monde des clubs de 2012 et 2013 [3]
- Coupe du monde de football, depuis 2014.
- Coupe du monde de football féminin 2015[5]
- Championnat d'Angleterre de football, depuis la saison 2014/2015 (en test la saison précédente)
- Championnat de France de football, depuis la saison 2015/2016[5]
- Coupe de la Ligue française de football à partir des 1/4.
- Championnat d'Allemagne de football, depuis la saison 2015/2016[5]
- Championnat d'Italie de football, depuis la saison 2015/2016[5]
- Ligue Europa depuis la saison 2016-2017
- Ligue des champions depuis la saison 2016-2017

## Futur utilisateur potentiel
- Championnat d'Espagne de football
- Major League Soccer
- Championnat du Portugal de football
- Championnat des Pays-Bas de football
- Championnat d'Algérie de football
- Championnat de Suisse de football
- Championnat de Turquie de football

## Système Goalcontrol
Il est conçu par la firme allemande GoalControl GmbH. Quatorze caméras à grande vitesse, sept pour chacune des deux cages de but, les scrutent en continu. Elles en sont volontairement assez éloignées (par exemple sur le haut ou le toit des tribunes). L'une est placée derrière le but et les six autres se font face deux par deux, juste derrière la ligne de but, à mi-distance entre la ligne de but et la ligne de milieu de terrain et à hauteur de cette ligne du milieu. 
Elles sont reliées à un ordinateur central qui enregistre continuellement la position du ballon dans les trois dimensions. Si le ballon franchit complètement la ligne, l'ordinateur envoie un signal à une montre spéciale dont est équipé l'arbitre central lui indiquant qu'il y a but. Cependant, la règle adoptée par la FIFA laisse le choix final à l'arbitre de valider le but ou non. Une modélisation vidéo du but est également fournie et peut être retransmise à la télévision ou sur les écrans du stade.

## Système Cairos
Il est développé et produit par la société allemande Cairos Technologies AG, en coopération avec l'équipement sportif Adidas. Contrairement aux deux systèmes précédents, il n'utilise pas de caméras mais un champ magnétique pour déterminer la position du ballon, dont l'intérieur est équipé d'un capteur. De fins câbles dans lesquels passe un courant électrique sont disposés sous la surface de réparation et derrière la ligne de but, formant une grille. Le capteur mesure le champ magnétique et envoie les données à un ordinateur qui détermine si la balle a franchi la ligne de but ou non. Si le ballon l'a franchie, l'ordinateur envoie un signal radio à l'arbitre en moins d'une seconde. Adidas a conçu un ballon où le capteur peut rester suspendu à l'intérieur en état de fonctionnement même si la balle est frappée avec une forte puissance,,. Cairos affirme que son système est quasi-instantané, répondant aux critiques sur le fait que sa technologie pouvait ralentir le jeu. Une précédente version développée par Cairos fut testée lors de la Coupe du monde des moins de 17 ans en 2005 mais fut jugée ni assez rapide, ni assez précise. 
Le 25 février 2013, la FIFA accorda une licence à Cairos Technologies AG, lui permettant de fournir sa technologie sur la ligne de but pour être utilisée lors de compétitions de la FIFA.